# Rayllianassa
Rayllianassa is een geslacht van kreeftachtigen uit de klasse van de Malacostraca (hogere kreeftachtigen).

## Soorten
- Rayllianassa amboinensis (de Man, 1888)
- Rayllianassa rudisulcus Komai, Fujita & Maenosono, 2014